# Hermann Gretener
Hermann Gretener (* 8. September 1942 in Bertschikon; † 27. März 2022) war ein Radsportler aus der Schweiz und mehrfacher Landesmeister im Querfeldeinrennen.

## Sportliche Laufbahn
1960 begann er mit dem Radsport, er bestritt als Mitglied des RV Wetzikon (dessen Ehrenmitglied er später wurde) von Beginn an hauptsächlich Querfeldeinrennen. In der Saison 1962/63 konnte er national bereits zehn Wettbewerbe gewinnen. 1962 erlangte er durch eine Reihe vorderer Platzierungen auch die Qualifikation für die damalige A-Klasse der schweizerischen Amateure für Strassenrennen. 1964 löste er eine Lizenz als Unabhängiger, um auch bei Rennen der Berufsfahrer starten zu können. 1966 gewann er die nationale Meisterschaft im Querfeldeinrennen und wurde in dieser Disziplin Zweiter bei der UCI-Weltmeisterschaft hinter Erik De Vlaeminck. 1967, 1968, 1972 wurde er jeweils Dritter der Weltmeisterschaften. Weitere nationale Titel im Querfeldeinrennen gewann er 1969, 1971, 1972, 1973 und 1975. Gretener startete mehrfach bei der heimischen Tour de Suisse, seine beste Platzierung erreichte er 1965 als 22.
1978 beendete er seine Karriere.

## Berufliches
Gretener war von Beruf Käser. Nach dem Karriereende eröffnete er in Wetzikon einen Fahrradhandel.

## Familiäres
Sein ein Jahr älterer Bruder Max Gretener war ebenfalls als Radsportler aktiv. Er hatte vier Geschwister.